# Paní Kateřina

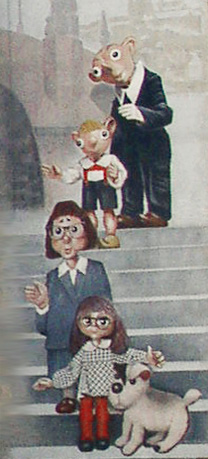
Loutky hlavních postav Divadla Spejbla a Hurvínka

Paní Kateřina, celým jménem Kateřina Hovorková, je loutková postavička vystupující v představeních Divadla Spejbla a Hurvínka. Vedle hlavních postav Spejbla a Hurvínka a své vnučky Máničky je čtvrtou hlavní postavou divadla. Mánička ji oslovuje bábinko. V některých hrách o ní Hurvínek mluví jako o paní učitelce.

## Historie loutky
Paní Kateřina je ze všech čtyř loutek nejmladší. Byla vytvořena speciálně pro Helenu Štáchovou, která do divadla nastoupila v 60. letech a chtěla ke své roli Máničky přibrat další postavu. Podobné postavy upovídaných starých žen, představujících Spejblův ženský protějšek, se ovšem objevovaly už v některých starších hrách za časů Josefa Skupy, například paní Drbálková, nebo paní Švitorková. 
Loutku podle návrhu Zdeňka Juřeny vytvořil r. 1971 Ivan Moravec a poprvé se objevila ve hře Past na Hurvínka 12. září r. 1971.
Od 25. února 2016 do listopadu 2022 propůjčovala paní Kateřině hlas Marie Šimsová. Po jejím odchodu mluví obě ženské postavy Jana Mudráková.
Loutku vodil dlouhá léta Miroslav Huňka, po něm například Miroslav Polák nebo René Hájek. V současnosti vodí paní Kateřinu především Alena Macháčková. 